# Tridecano
Con il termine tridecano ci si riferisce ad un qualunque alcano avente formula bruta C13H28 o ad una qualunque miscela di più composti corrispondenti a tale formula (isomeri strutturali) o per antonomasia all'isomero lineare, chiamato più propriamente n-tridecano.
Presenta 802 isomeri.
Si presenta come un liquido leggero e incolore, è infiammabile e viene usato, mescolato ad altri alcani, nella produzione di paraffina, nel processo industriale della carta, nella ricerca sulla benzina aviogetto e nell'industria della gomma.
In chimica viene utilizzato come chaser di distillazione.
Le ninfe della cimice verde producono il n-tridecano come feromone, utilizzato probabilmente anche come metodo di difesa dai predatori. È anche il composto principale del liquido di difesa della Cosmopepla bimaculata.